# 法蒂玛·纳贾尔
法蒂玛·纳贾尔（阿拉伯语：‎，1938年—2006年11月23日），全名称法蒂玛·奥马尔·马哈茂德·纳贾尔（阿拉伯语：‎），昵称乌姆穆罕默德（阿拉伯语：‎），巴勒斯坦自杀袭击者。

## 生平
1938年，法蒂玛出生于巴勒斯坦贾巴利亚（今属巴勒斯坦加沙地带北加沙省）。不过法蒂玛2006年去世时，不同媒体对其年龄有多种说法，有57岁、64岁、68岁和70岁等。
1980年代末，她的一个儿子参加了第一次巴勒斯坦大起义，她也在家中为近二十名抵抗者及流离失所者提供饮食和住所。第一次起义期间，以色列军队不仅称其窝藏哈马斯领导人而拆毁了她家两层的房屋，而且逮捕她的儿子并判处10年监禁。其后，法蒂玛和丈夫就只能生活在拜特哈嫩的一间斯巴达式单坡小屋里，屋里除了地板上铺着的床垫，几乎没有其他东西。
2000年，阿克萨群众起义（第二次巴勒斯坦大起义）时，她曾亲眼目睹以色列犹太复国主义者对巴勒斯坦人的屠杀，因而积极参加阿克萨起义的活动，曾参加加沙北部妇女领导的围攻游击战，打破以色列对拜特哈嫩安纳斯尔清真寺内抵抗战士的围困。2002年，以色列军队入侵加沙地带的拜特拉希亚，法蒂玛长女法蒂亚的17岁儿子因为向以军士兵投掷石块而遭枪击身亡。不久，她的另一个孙辈因手持尖刀试图攻击一名以军士兵，而身中72枪，最终虽然保住性命却被迫截肢，丧失了一条腿。
2005年，丈夫去世后，法蒂玛成为一名寡妇。丈夫去世前曾被以色列关押，他们有七个儿子和两个女儿，儿子中的五个也都被以色列关押。2006年时，根据女儿法蒂玛36岁的儿子萨米尔估计，她的九个儿女总共有35到38个孩子，而女儿法蒂亚则称母亲有44个孙辈。

## 自杀式袭击
2004年，法蒂玛·纳贾尔向伊宰·丁·卡桑烈士旅提出殉难申请，但卡桑旅并未给她安排自殺攻擊。2006年11月1日，以色列军队发动代号为“秋云”的军事行动，大量坦克、推土机和士兵进入加沙北部，声称要彻底消灭向以色列发射火箭的巴勒斯坦武装人员。11月2日，数十名巴勒斯坦武装人员被以军包围在拜特哈嫩镇的纳西尔清真寺中。经过一夜激战之后，这些武装人员已弹尽粮绝。11月3日晨，哈马斯发出号召，呼吁巴勒斯坦人到清真寺周围游行示威，声援武装人员。法蒂玛和52岁的大女儿法蒂娅参加相关的集会，面对全副武装的以色列军队，她们充当“人体盾牌”，为被围困的哈马斯武装分子创造疏导通道。抗议过程中，以军枪杀了两名巴勒斯坦妇女，另有不少人受伤。
2006年11月8日凌晨，撤离加沙的以军向拜特哈嫩镇发射5枚炮弹，19名熟睡的巴勒斯坦平民被炸死，其中17人都属于阿法内一家。法蒂玛·纳贾尔随后质问阿法内家哭泣的妇女“为什么眼睁睁地看着你们的孩子死去？”并称如果可以，她自己将成为一名烈士。阿法内家的妇女则认为哈马斯不会让她这个老太太去当烈士。法蒂玛的儿子吉哈德认为，这句话将法蒂玛对以色列的仇恨引爆，促使她最终走上自杀式袭击的道路。随即，法蒂玛再次联系哈马斯组织申请殉难袭击，遭到明确拒绝后，法蒂玛曾如果他们不给她炸弹腰带，她将用自己的方式发起袭击，被杀后他们手上将会沾上她的鲜血，最终卡桑旅同意为其安排袭击。
执行自杀任务前的11月22日，她曾拍摄炸弹袭击者惯用的遗嘱视频。视频中，身材娇小的法蒂玛穿着黑袍，戴着白色头巾，肩扛一支 M-16自动步枪，身后挂着写有“伊宰·丁·卡桑烈士旅”的横幅，阅读了写在一张纸的遗嘱，称“我将自己献给阿拉，为祖国和阿克萨清真寺做出牺牲，我希望阿拉能接受我的这项工作。”并向巴勒斯坦总理伊斯梅尔·哈尼亚领导的哈马斯政府和该运动的军事指挥官穆罕默德·德伊夫致敬。11月22日晚上，法蒂玛去看望了自己的儿孙们，给孙子们带去新衣服和糖果。根据儿子吉哈德回忆，11月23日早上，法蒂玛照例为家人准备早饭，洗完澡后换上新衣服后方才出门去了。
2006年11月23日，法蒂玛给自己绑上一个炸药包，孤身一人来到在拜特拉希亚附近贾巴利亚难民营被以色列军人占领的一处房屋外，以色列士兵发现她接近后向其投掷了一枚眩晕手榴弹，受到惊吓的法蒂玛在距离士兵仍还有一段距离时便引爆炸药，当场自杀身亡，但仅有两名以军士兵受到轻伤。法蒂玛·纳贾尔是自2000年9月巴勒斯坦人发动“第二次起义”后出现的年龄最大的一位自杀式袭击者。

## 评价
法蒂玛·纳贾尔被誉为“游击队母亲”（‎）、“烈士母亲”（‎）。家人认为法蒂玛是一位虔诚的穆斯林，热心于宗教事务。
爆炸当日，她35岁的儿子吉哈德从收音机中得知消息，曾以为是另一位与母亲同名的巴勒斯坦妇女对以色列士兵发动的自杀式袭击，根本没有想到会是自己的母亲。直到巴勒斯坦伊斯兰抵抗运动成员陆续到他家中后，吉哈德与家人才开始相信是发动袭击的是自己母亲。吉哈德称家人们为母亲的离去感到悲伤，也为她的行为感到骄傲。

## 备注
1. ↑  出生年份有争议，详见#生平
2. ↑  即穆罕默德之母，是根据阿拉伯人名习俗用子嗣名取的昵称
3. ↑  一说造成三人受伤[9]